# غلوكونات الكالسيوم
 غلوكونات الكالسيوم مركب كيميائي له الصيغة C12H22CaO14 ، هو ملح الكالسيوم لحمض الغلوكونيك .

## الخواص
- ينحل مركب غلوكونات الكالسيوم في الماء، لكنه لا ينحل في الإيثانول.
- يبلغ محتوى الكالسيوم في هذا المركب 9%.

## الاستخدامات
- يستخدم غلوكونات الكالسيوم كمضاف غذائي في الصناعات الغذائية وذلك كمنظم حموضة وذلك لضبط pH الوسط. يحمل غلوكونات الكالسيوم رقم الإي E 578.
- يوصف غلوكونات الكالسيوم من أجل معالجة الإصابة بالحروق الناتجة عن حمض هيدروفلوريك.[4][5] الدور الفعال هنا يكون لأيونات الكالسيوم التي تثبط عمل أيونات الفلوريد في الجسم. بدوره يؤدي إعطاء غلوكونات الكالسيوم بتعويض أيونات الكالسيوم في الدم التي انخفضت نتيجة التفاعل مع الفلوريد.
- يوصف غلوكونات الكالسيوم من أجل علاج فرط بوتاسيوم الدم كما يستخدم من أجل معالجة نقص كالسيوم الدم.

## الاستخدامات الطبية

### انخفاض مستوى الكالسيوم في الدم:[6]
للاستخدام في المرضى الذين يعانون من أعراض شديدة لنقص الكالسيوم في الدم (مثل: التكزز، التشنجات، التقلصات العضلية في اليدين والقدمين)، أو وجود اضطرابات في تخطيط القلب (مثل: إطالة فترة QTc، اضطراب النظم)، أو انخفاض حاد في مستويات الكالسيوم المصححة بالألبومين إلى أقل من 7 إلى 7.5 ملغم/ديسيلتر (أي ما يعادل أقل من 1.75 إلى 1.87 مليمول/لتر)، حيث قد تحدث مضاعفات خطيرة إذا لم يتم العلاج (مثل ما يحدث بعد جراحة الرقبة).
يجب أيضًا استخدام الكالسيوم الوريدي في المرضى الذين لم تتحسن أعراضهم بعد استخدام الكالسيوم الفموي أو الذين لم يعودوا قادرين على تناوله.
يجب تصحيح نقص الماغنيسيوم المصاحب إذا وُجد.
يُمنع استخدام الكالسيوم الوريدي كعلاج أولي في المرضى المصابين بمرض الكلى المزمن الذين لا يعانون من أعراض أو لديهم نقص كالسيوم مستقر مع أعراض خفيفة فقط (مثل: التنميل أو الوخز).
- الجرعة الأولية كمحقون (bolus):

عن طريق الوريد (IV): أضف 1 أو 2 غرام (ما يعادل 10 أو 20 مل من محلول بتركيز 10%) إلى 50 مل من محلول الجلوكوز 5% (D5W) أو محلول ملحي عادي (NS)، وهو ما يعادل تقريبًا 90 أو 180 ملغم من الكالسيوم العنصري.
يُعطى التسريب خلال 10 إلى 20 دقيقة؛ ويمكن تكرار الجرعة بعد 10 إلى 60 دقيقة إذا استمرت الأعراض.
إذا كان من المتوقع استمرار نقص الكالسيوم (مثل حالات قصور جارات الدرق أو التهاب البنكرياس)، يجب متابعة جرعة التحميل (bolus) بتسريب وريدي مستمر للكالسيوم (continues infusion).
- التسريب المستمر (continues infusion):

عن طريق الوريد (IV): أضف 11 غرام (ما يعادل 110 مل من محلول بتركيز 10%) إلى 890 مل من محلول الجلوكوز 5% (D5W) أو المحلول الملحي العادي (NS)، ليكون الناتج النهائي 1,000 مل يحتوي تقريبًا على 1 غرام من الكالسيوم العنصري.
يبدأ التسريب بمعدل 50 إلى 100 مل/ساعة (ما يعادل تقريبًا 50 إلى 100 ملغم/ساعة من الكالسيوم العنصري)، وتُعدل الجرعة حسب الحاجة للمحافظة على مستوى الكالسيوم المصحح بالألبومين في الحد الأدنى من المعدل الطبيعي.
يجب البدء في إعطاء مكملات الكالسيوم والفـيتامين D عن طريق الفم بأسرع وقت ممكن؛ وبمجرد الوصول إلى نظام علاجي فموي فعال، يُنصح بتقليل تسريب الكالسيوم الوريدي تدريجيًا (مثلاً على مدى 24 إلى 48 ساعة).

## اقرأ أيضاً
- لاكتات غلوكونات الكالسيوم